# Kabelstraßenbahn Belleville

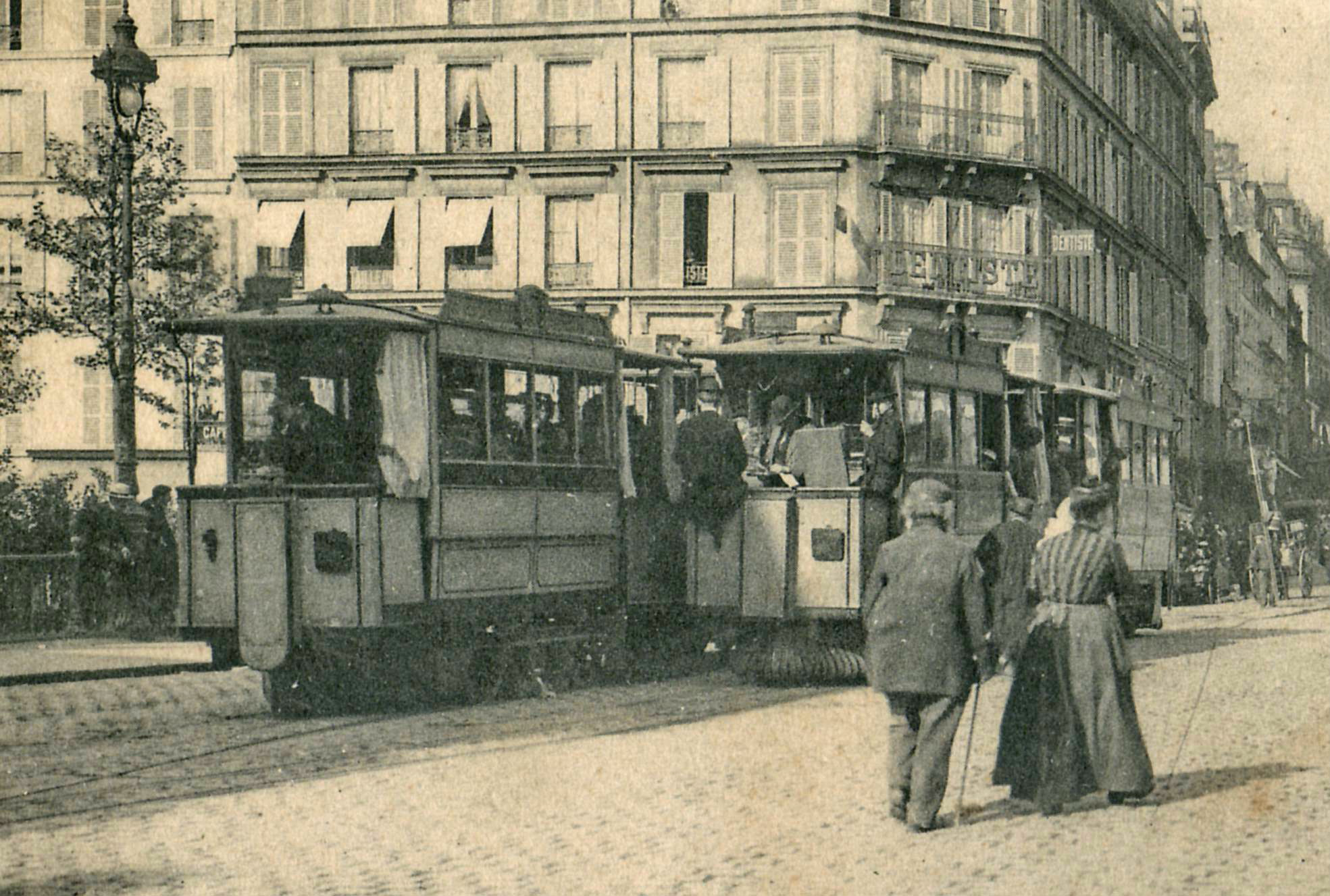
Fahrzeuge der Kabelstraßenbahn Belleville an der Ausweiche über dem Canal Saint-Martin

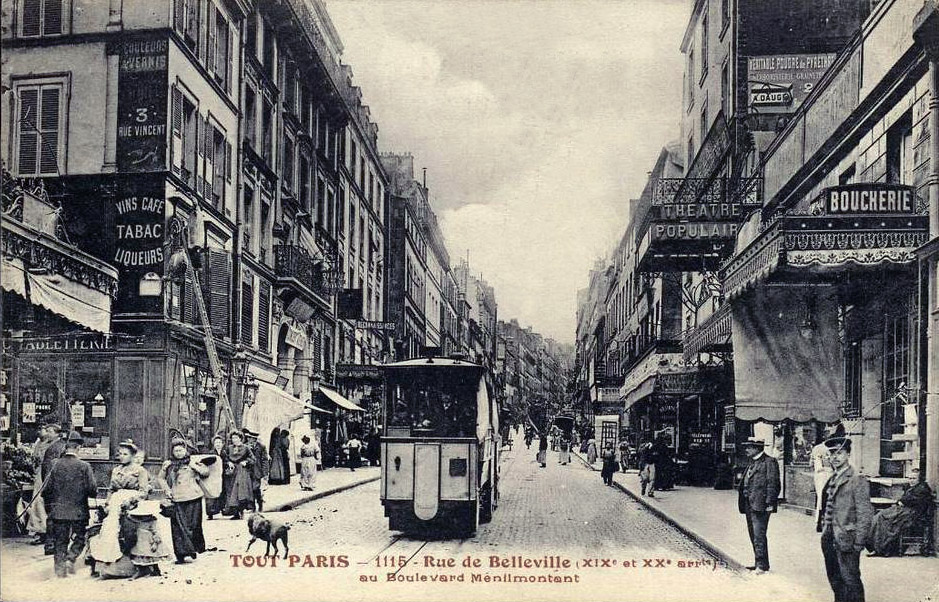
Rue de Belleville (um 1900)

Die Kabelstraßenbahn Belleville (Tramway funiculaire de Belleville) war eine Seilbahn auf Schienen im Pariser Quartier de Belleville, die von 1891 bis 1924 in Betrieb war. Sie war die einzige Kabelstraßenbahn in Frankreich.

## Vorgeschichte
Eine erste Pferdestraßenbahn in Frankreich wurde von Alphonse Loubat 1853 auf einer Versuchsstrecke mit U-förmigen Schienen in Paris erfolgreich erprobt. Da die Regierung Unfälle an den Rillengleisen befürchtete, wurde eine 1854 genehmigte Strecke des „Chemin de fer américain“ von der Seinebrücke Pont de Sèvres über die Place de la Concorde hinaus nach Vincennes nur in ihrem ersten Abschnitt realisiert. Nahezu zwanzig Jahre vergingen, ehe im Département Seine 1873 erneut Konzessionen für Pferdestraßenbahnen vergeben wurden.
Von 1875 bis 1878, und dann von 1878 bis 1881, erprobten nacheinander zwei dieser Gesellschaften den Betrieb mit Dampflokomotiven, kehrten aber zum Pferdebetrieb zurück. Erste Dampfstraßenbahnen etablierten sich ab 1881 zunächst außerhalb der Hauptstadt Paris. Intra muros wurde mit Dampfspeicher- und Luftdruckantrieben experimentiert, da den Stadtbewohnern die von den Dampfloks hervorgerufene Luftverunreinigung missfiel. 1892 wurden erstmals Fahrzeuge mit Akkumulatorantrieb eingesetzt. Erste Bahnen mit Stromzufuhr von außen erschienen erst in den Jahren nach 1900.
Das heutige Pariser Quartier Belleville ist flächenmäßig kleiner als die bis 1860 eigenständige Gemeinde Belleville, die 1856 57.699 Einwohner zählte. Von der Avenue Parmentier auf 34 m Höhe erstreckte sich diese bis auf eine Höhe von 128 m am Hang des zweithöchsten Hügels der heutigen Stadt hinauf. Im Jahr 1885 zählte Belleville 30.000 Arbeiter, von denen fast die Hälfte außerhalb des Stadtviertels arbeiteten, und 9000 Kleinunternehmer. Die Erschließung durch Pferdeomnibusse war unzureichend.

## Geschichte und Beschreibung

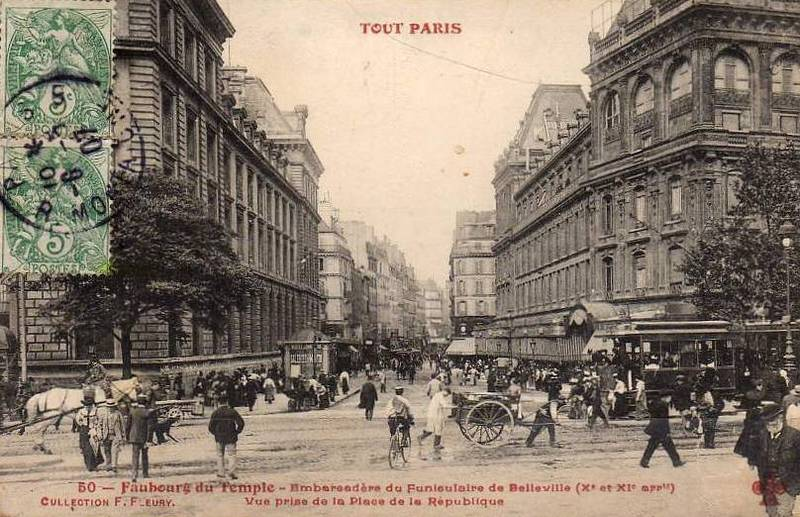
Im Hintergrund die untere Endstation in der Rue du Faubourg-du-Temple

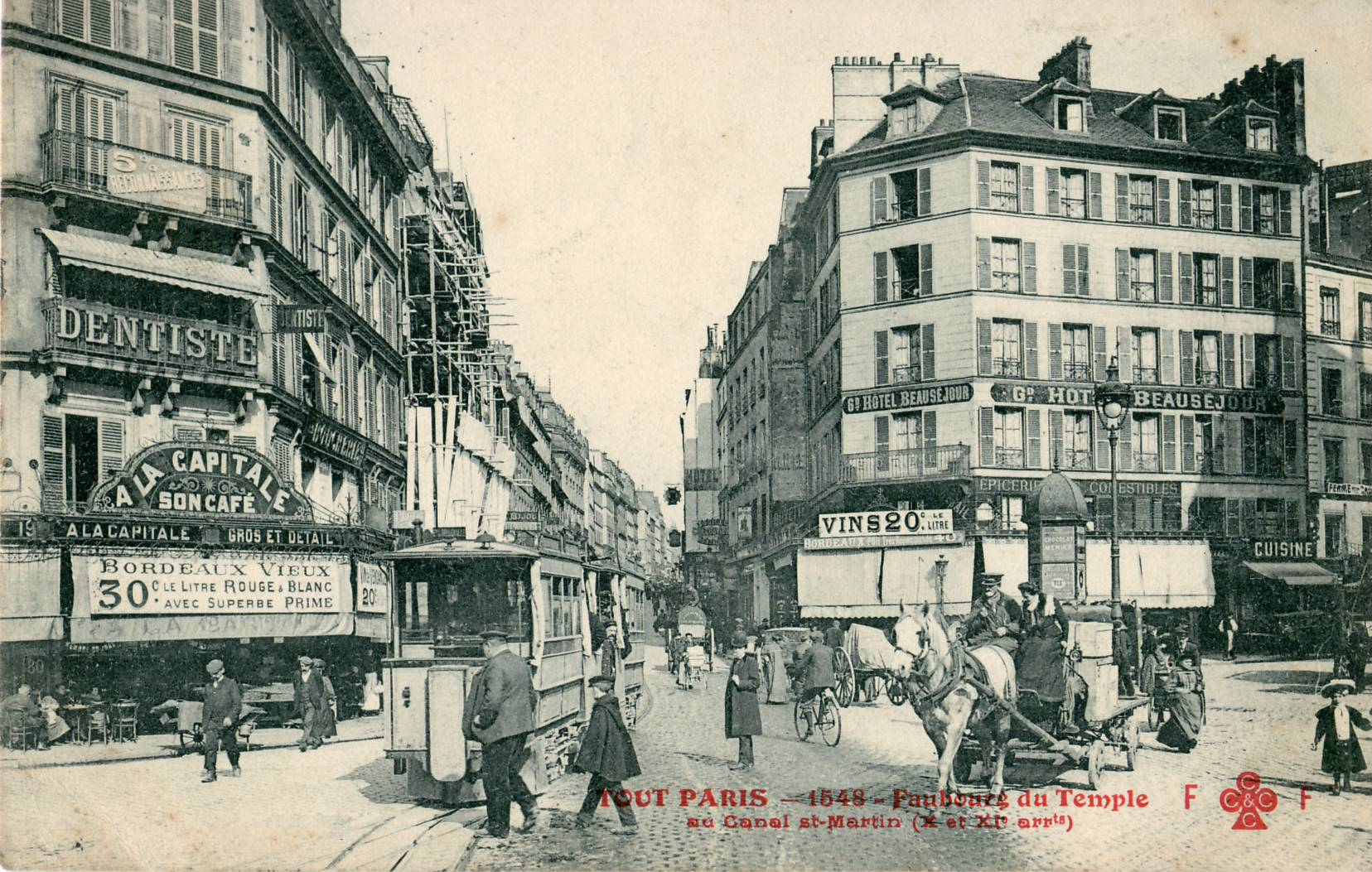
Zug aus zwei gekuppelten Wagen in Höhe des Canal Saint-Martin

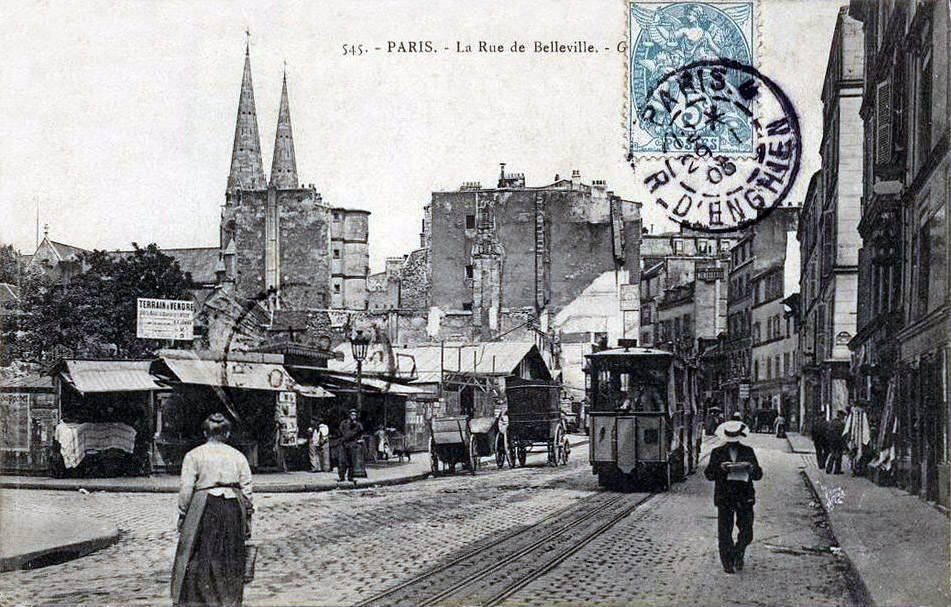
Zug in der Rue de Belleville (vor 1907)

Herkömmliche Straßenbahnen schienen für die Erschließung des an einem Hang liegenden Stadtviertels Belleville als nicht geeignet. Um die bis ca. siebenprozentige Steigung der Rue de Belleville bewältigen zu können, genehmigte der Pariser Stadtrat dem Ingenieur Louis Victor Fournier am 31. Dezember 1887 den Bau einer Kabelstraßenbahn nach US-amerikanischem Vorbild. Deren Fahrzeuge wurden von einem stetig umlaufenden Seil gezogen, das von einer Dampfmaschine mit einer Geschwindigkeit von 3,5 m/s bewegt wurde. Mittels Spannklauen (Grips) konnten die Wagen mit dem Seil verbunden bzw. von ihm getrennt werden. Zu den Vorteilen des Systems gehörte, dass – wie bei einer Standseilbahn – das Gewicht bergab laufender Wagen die bergauf fahrenden mitbewegte.
Die sechs Monate dauernden Bauarbeiten erfolgten unter der Leitung des Ingenieurs Fulgence Bienvenüe, der später für den Bau der Métro verantwortlich war. Die Installation des Traktionssystems, das in Europa ohne Vorbild war, erwies sich als schwierig.
Als Chemin de fer d’intérêt local wurde die Bahn am 25. August 1891 eröffnet. Deren Eigentümer war die Stadt Paris, die zunächst Fournier als Betreiber anstellte. Später übernahm die Compagnie du funiculaire de Belleville den Betrieb. Die 2044 m lange Strecke begann in der Rue du Faubourg-du-Temple nahe deren Mündung in die Place de la République, wo sich die untere Umlenkrolle des Seils befand. Entlang der Rue du Faubourg-du-Temple kreuzte sie den Canal Saint-Martin und die Avenue Parmentier, folgte dann der Rue de Belleville und endete vor der Kirche Saint-Jean-Baptiste de Belleville, wo das Seil erneut umgelenkt wurde.
Da die Rue de Belleville nicht nur steil, sondern zudem schmal und gewunden war, wurde die Strecke in Meterspur und eingleisig mit fünf Ausweichen angelegt. Auf der nicht mehr als 7 m breiten Straße musste ein Abstand von 3 m zu den Gehsteigen eingehalten werden. In Höhe des Depots der Compagnie des Omnibus in der Rue de Belleville wurde im September 1889 mit dem Legen der Gleise und dem Bau des Kabelschachts begonnen. Gebaut wurde von dort in beide Richtungen bei einem Baufortschritt von durchschnittlich 25 m pro Tag. Die Installierung des ersten Zugseils unter Verwendung eines speziell dafür gebauten Wagens, der von bis zu 13 Pferden gezogen wurde, begann am 2. Oktober 1890 und dauerte mehrere Tage. Ein Arbeiter aus Lyon führte anschließend innerhalb von 20 Stunden das Spleißen des Seils durch.
Der Bahnbetrieb erwies sich als Erfolg, die kleinen, 22 Personen fassenden Fahrzeuge verkehrten in Abständen von fünf Minuten. Da deren Kapazität bald nicht mehr ausreichte, wurden fortan jeweils zwei dicht aufeinander folgende Wagen eingesetzt, die schließlich zu festen Einheiten gekuppelt wurden. Im Jahr 1895 beförderte die Bahn 4.411.000 Personen, mit 5.241.000 Fahrgästen wurde 1902 der Höchststand erreicht. Mit Ablauf der Konzession übernahm am 31. Mai 1910 die Stadt Paris den Betrieb.
Während des Ersten Weltkriegs konnte die Bahn nur unzureichend unterhalten werden. Nach dem Kriegsende wären umfangreiche Instandhaltungsarbeiten erforderlich gewesen, stattdessen endete 1924 der Verkehr vorzeitig. Zwar sollte die 1922 beschlossene Metrolinie 11 die Kabelstraßenbahn ersetzen, diese wurde  aber erst 1935 eröffnet. In der Zwischenzeit verkehrten Omnibusse nach Belleville.

## Infrastruktur
Die eingleisige Strecke wies vier jeweils 18 m lange Ausweichen auf, sie lagen auf dem gedeckelten Canal Saint-Martin und an den Kreuzungen mit der Avenue Parmentier, dem Boulevard de Belleville und der Rue Julien-Lacroix. Eine fünfte, 60 m lange Ausweiche befand sich an der Rue des Pyrénées, wo das Gleis zum in der Rue de Belleville 101 gelegenen Betriebshof abging.
Die durchschnittliche Steigung betrug 34 ‰, dabei wurde ein Höhenunterschied von 62 m überwunden. Der steilste Abschnitt mit 73 ‰ lag zwischen der Rue de Tourtille und der Rue des Pyrénées. Die Strecke wies 24 Kurven mit einer Gesamtlänge von 325 m auf, was einem Anteil von 15 % entsprach. Deren Mindestradius war 41 m auf dem Streckengleis und 21 m an den Weichen.
Mittig zwischen den Rillenschienen des Typs Broca verlief in einem Schacht, dessen Öffnung an der Oberfläche 29 mm breit war, als Endlosseil das Zugseil. Dieses Stahlseil mit einer Seele aus Hanf hatte einen Durchmesser von 29 mm und eine Masse von 3 kg/m. Es war insgesamt 12,6 t schwer und ruhte auf vertikalen Rollen mit Abständen von 9 bis 12 Metern. Horizontale Umlenkrollen von 2,5 m Durchmesser sorgten an den Endpunkten der Strecke für dessen Richtungsänderung. Eine als Tender bezeichnete Spannvorrichtung im Maschinengebäude federte Impulse durch das Ein- und Ausklinken der Fahrzeuge ab.
Das Zugseil wurde von einer von zwei Corliss-Dampfmaschinen im Betriebshof bewegt, die jeweils 50 PS leisteten. Sie trieb eine Seilscheibe mit einem Durchmesser von 2,50 m an, die das Seil mit einer Geschwindigkeit von 11 km/h laufen ließ. Die zweite Dampfmaschine diente zur Reserve. Da das Seil im Bereich des Betriebshofs den Kabelschacht zur Antriebsmaschine hin rechtwinklig verließ, mussten talwärts fahrende Wagen den Grip vor dieser Stelle lösen, mittels Schwerkraft über die Weiche rollen und ihn danach wieder einklinken. Das Ein- und Ausklinken des Grips erfolgte stets an genau definierten, 1,32 m langen Abschnitten, an denen das Seil exakt 0,33 m unter dem Boden verlief.
Als Schwachstellen erwiesen sich die bis zu 82 m langen Spleißverbindungen des Zugseils, was häufig zu dessen vollständigem Ersatz führte; im Dezember 1896 musste bereits das elfte Seil seit Betriebsbeginn gelegt werden.
Die beiden Endhaltestellen waren in Form von zwei Stumpfgleisen mit einer dazwischenliegenden Weichenverbindung angelegt. In der Verlängerung der beiden Gleise befand sich mittig die Umlenkrolle. Nach der Ankunft in der bergseitigen Endstation löste der Fahrer den Grip und brachte den Wagen zum Stehen; mittels Schwerkraft rollte dieser dann über die Gleisverbindung auf das benachbarte Gleis und konnte dort für die Talfahrt wieder mit dem Seil verbunden werden. Die in der Waagrechten liegende Talhaltestelle war entsprechend aufgebaut; mangels Gefälle musste das Fahrzeug dort aber von Hand verschoben werden.

## Fahrzeuge

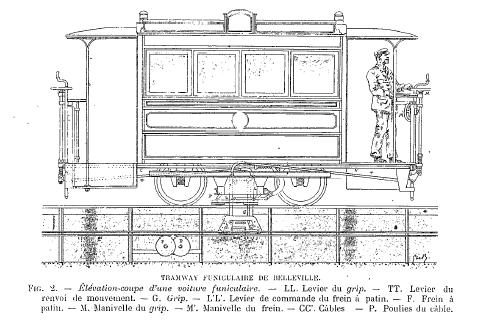
Fahrzeug der Bahn mit Spannklaue (Grip) am Zugseil

Die ersten 21 Fahrzeuge waren 5 m lang und 1,6 m breit. Im Innenraum wiesen sie zwei Längsbänke für jeweils sechs Fahrgäste auf, je fünf Personen fanden auf den beiden Plattformen Platz. Jeder Wagen verfügte über zwei voneinander unabhängige Bremssysteme: vier Klotzbremsen wirkten simultan auf die Räder, zwei Schienenbremsen direkt auf die Schienen.

## Betrieb
In den ersten Jahren verkehrte die Bahn 18 Stunden täglich. Werktags von ca. 6 Uhr bis 21 Uhr sowie an Sonn- und Feiertagen durchgängig existierte ein 5-Minuten-Takt, danach fuhren an Werktagen die Wagen bis Mitternacht alle 10 Minuten. Es gab nur eine Wagenklasse, die der 2. Klasse anderer Verkehrsmittel entsprach. Die Fahrt kostete 0,10 Franc; um die Arbeiter zur Nutzung der Bahn zu motivieren, galt in den Hauptverkehrszeiten ein ermäßigter Tarif von 0,05 Franc.

## Zwischenfälle
Bereits am Tag der Eröffnung kam es zum Zusammenstoß eines Fahrzeugs mit einem Karren, wobei der Wagen entgleiste. Am dritten Betriebstag legte der Stillstand des Zugseils wegen einer defekten Rolle den Betrieb für mehrere Tage lahm; die Wagen mussten mit Pferden in das Depot geholt werden. Ein spektakulärer Unfall mit 17 Verletzten ereignete sich am 6. Januar 1906, als der Grip eines Fahrzeugs brach und jenes mit bis zu 120 km/h ungebremst den Berg hinunterraste. Obwohl das Zugseil regelmäßig ausgewechselt wurde, kam es im Januar 1914 durch dessen Reißen zu einem ähnlichen Unfall mit 14 verletzten Personen.